# Erie BayHawks 2015-2016
La stagione 2015-16 degli Erie BayHawks fu l'8ª nella NBA D-League per la franchigia.
Gli Erie BayHawks arrivarono quinti nella Atlantic Division con un record di 12-38, non qualificandosi per i play-off.

## Roster
| N° | Naz.                   | Ruolo | Sportivo         | Anno | Alt. | Peso |
| -- | ---------------------- | ----- | ---------------- | ---- | ---- | ---- |
| 0  | Canada (bandiera)      | G     | Myck Kabongo     | 1992 | 191  | 82   |
| 1  | Stati Uniti (bandiera) | G     | Tyler Harvey     | 1993 | 193  | 84   |
| 2  | Stati Uniti (bandiera) | G     | Aaron Harrison   | 1994 | 198  | 95   |
| 3  | Stati Uniti (bandiera) | G     | Keith Appling    | 1992 | 185  | 84   |
| 7  | Canada (bandiera)      | A     | Melvin Ejim      | 1991 | 201  | 100  |
| 9  | Stati Uniti (bandiera) | G     | Eric Atkins      | 1991 | 188  | 83   |
| 11 | Stati Uniti (bandiera) | GA    | Devyn Marble     | 1992 | 198  | 91   |
| 12 | Stati Uniti (bandiera) | C     | John Bohannon    | 1991 | 211  | 95   |
| 12 | Stati Uniti (bandiera) | GA    | Troy Huff        | 1992 | 196  | 79   |
| 12 | Stati Uniti (bandiera) | G     | John Jordan      | 1992 | 178  | 82   |
| 13 | Stati Uniti (bandiera) | A     | Aaron Bowen      | 1991 | 198  | 96   |
| 14 | Stati Uniti (bandiera) | A     | Karrington Ward  | 1993 | 201  | 84   |
| 18 | Stati Uniti (bandiera) | G     | Jordan Sibert    | 1992 | 193  | 85   |
| 21 | Stati Uniti (bandiera) | A     | Alex Davis       | 1992 | 206  | 95   |
| 22 | Stati Uniti (bandiera) | GA    | Branden Dawson   | 1993 | 198  | 102  |
| 23 | Stati Uniti (bandiera) | AC    | Derrick Caracter | 1988 | 206  | 125  |
| 23 | Stati Uniti (bandiera) | C     | Justin Manns     | 1989 | 211  | 102  |
| 25 | Stati Uniti (bandiera) | C     | Dewayne Dedmon   | 1989 | 213  | 111  |
| 30 | Stati Uniti (bandiera) | A     | Daniel Coursey   | 1992 | 208  | 100  |
| 30 | Stati Uniti (bandiera) | A     | Adreian Payne    | 1991 | 208  | 108  |
| 32 | Stati Uniti (bandiera) | C     | Nnanna Egwu      | 1992 | 211  | 113  |
| 33 | Stati Uniti (bandiera) | GA    | Branden Dawson   | 1993 | 198  | 102  |
| 33 | Stati Uniti (bandiera) | A     | Karrington Ward  | 1993 | 201  | 84   |

## Staff tecnico
- Allenatore: Bill Peterson
- Vice-allenatori: Nate Babcock, Anthony Goldwire
- Preparatore atletico: Mark Mahoney